# Yvonne Kenny
Yvonne Denise Kenny AM (* 25. November 1950 in Sydney) ist eine australische Opernsängerin (Sopran).

## Leben
Ihre Gesangsausbildung begann Kenny, nachdem sie bereits ein Chemie-Studium an der Universität Sydney abgeschossen hatte. Ihre Karriere als Sängerin begann 1975 in London, als sie für die Opera Rara Gesellschaft in einer konzertanten Aufführung der Oper Rosmonda d’Inghilterra von Gaetano Donizetti sang.
Sie wurde an die Covent Garden Opera London engagiert, wo sie sich bald mit Partien in Opern von Mozart und Händel einen Namen machte. Später sang sie an Opernhäusern und bei Festivals weltweit, trat im Radio und im Fernsehen auf und war an zahlreichen Opernaufnahmen beteiligt.
Yvonne Kenny gilt als Spezialistin für Barockmusik und als eine der bedeutendsten australischen Sängerinnen ihrer Generation. In jüngerer Zeit fügte sie ihrem Repertoire Partien wie die Marschallin in Der Rosenkavalier oder die Gräfin in Capriccio von Richard Strauss hinzu.
Für ihre Verdienste um die australische Musik erhielt sie 1995 den Sir Bernard Heinze Memorial Award. Seit 1989 ist sie Member des Order of Australia. 2001 erhielt sie die Centenary Medal.

## Aufnahmen
- Britten: Gloriana – Argo
- Mozart: Die Entführung aus dem Serail – Teldec
- Mozart: Lucio Silla – Teldec
- Mozart: Mitridate, re di Ponto – Opera Seria DVD DG
- Mayr: Medea in Corinto – Opera Rara
- Meyerbeer: Il crociato in Egitto – Opera Rara
- Donizetti: Emilia di Liverpool – Opera Rara
- Donizetti: Ugo, conte di Parigi – Opera Rara
- Offenbach: Robinson Crusoé – Opera Rara
- Purcell: The Fairy-Queen – DVD Arthaus
- Kálmán: Die Csárdásfürstin – Naxos
- Strauss: Der Rosenkavalier – Chandos
- Make Believe – Classic Songs of Broadway – ABC
- Heroinen des 19.Jahrhunderts – Opera Rara
- Entre Nous – Celebrating Offenbach – Opera Rara
- Händel Arias – ABC